# Phygopoda panamensis
Phygopoda panamensis là một loài bọ cánh cứng trong họ Cerambycidae.